# Lijst van spelers van het Colombiaanse voetbalelftal
Deze lijst van spelers van het Colombiaanse voetbalelftal geeft een overzicht van alle voetballers die minimaal veertig interlands achter hun naam hebben staan voor Colombia. Vetgedrukte spelers zijn in 2024 nog voor de nationale ploeg uitgekomen.

## Overzicht
- Bijgewerkt tot en met Copa América 2024.

| Naam speler           | Debuut            | Laatst            | Interlands | Goals |
| --------------------- | ----------------- | ----------------- | ---------- | ----- |
| David Ospina          | 7 februari 2007   | 17 december 2023  | 128        | 0     |
| Juan Cuadrado         | 3 september 2010  | 8 september 2023  | 116        | 11    |
| Carlos Valderrama     | 27 oktober 1985   | 26 juni 1998      | 111        | 11    |
| James Rodríguez       | 11 oktober 2011   | 14 juli 2024      | 106        | 28    |
| Radamel Falcao        | 7 februari 2007   | 28 maart 2023     | 105        | 36    |
| Mario Yepes           | 9 februari 1999   | 4 juli 2024       | 102        | 6     |
| Leonel Álvarez        | 14 februari 1985  | 5 september 1997  | 101        | 1     |
| Carlos Sánchez        | 9 mei 2007        | 3 juli 2018       | 88         | 0     |
| Freddy Rincón         | 2 februari 1990   | 3 juni 2001       | 84         | 17    |
| Luis Carlos Perea     | 11 juni 1987      | 22 juni 1994      | 78         | 2     |
| Luis Perea            | 20 november 2002  | 5 maart 2014      | 75         | 0     |
| Iván Córdoba          | 16 juni 1997      | 7 september 2010  | 73         | 5     |
| Óscar Córdoba         | 31 maart 1993     | 2 juni 2006       | 73         | 0     |
| Abel Aguilar          | 27 juni 2004      | 24 juni 2018      | 71         | 7     |
| Arnoldo Iguarán       | 29 juni 1979      | 21 mei 1993       | 68         | 25    |
| René Higuita          | 10 juni 1987      | 7 juli 1999       | 68         | 3     |
| Pablo Armero          | 1 mei 2008        | 7 juni 2017       | 68         | 2     |
| Alexis Mendoza        | 11 juni 1987      | 5 september 1997  | 67         | 2     |
| Víctor Aristizábal    | 24 februari 1993  | 10 september 2003 | 66         | 15    |
| Davinson Sánchez      | 16 november 2016  | 14 juli 2024      | 65         | 2     |
| Juan Camilo Zúñiga    | 9 maart 2005      | 27 juni 2015      | 62         | 1     |
| Mateus Uribe          | 26 januari 2017   | 14 juli 2024      | 61         | 6     |
| Luis Fernando Herrera | 11 juni 1987      | 2 juni 1996       | 61         | 1     |
| Santiago Arias        | 16 oktober 2013   | 14 juli 2024      | 60         | 0     |
| Fredy Guarín          | 25 mei 2006       | 14 oktober 2015   | 58         | 4     |
| Cristian Zapata       | 12 september 2007 | 23 juni 2019      | 58         | 2     |
| Faustino Asprilla     | 6 juni 1993       | 14 november 2001  | 57         | 20    |
| Wilmar Barrios        | 7 september 2016  | 18 oktober 2023   | 57         | 1     |
| Jorge Bermúdez        | 7 februari 1995   | 24 april 2001     | 56         | 3     |
| Luis Díaz             | 12 september 2018 | 14 juli 2024      | 55         | 14    |
| Antony de Ávila       | 26 juli 1983      | 26 juni 1998      | 54         | 13    |
| Carlos Bacca          | 11 augustus 2010  | 17 oktober 2018   | 52         | 16    |
| Teófilo Gutiérrez     | 7 augustus 2009   | 6 oktober 2017    | 52         | 15    |
| Mauricio Serna        | 24 februari 1993  | 14 november 2001  | 51         | 2     |
| Faryd Mondragón       | 21 mei 1993       | 24 juni 2014      | 51         | 0     |
| Miguel Ángel Calero   | 17 juni 1995      | 11 februari 2009  | 51         | 0     |
| Andrés Escobar        | 30 maart 1988     | 26 juni 1994      | 50         | 1     |
| Willington Ortiz      | 15 februari 1973  | 3 november 1985   | 49         | 12    |
| Gabriel Gómez         | 27 oktober 1985   | 25 juni 1995      | 49         | 2     |
| Macnelly Torres       | 17 januari 2005   | 23 maart 2017     | 48         | 4     |
| Gerardo Bedoya        | 12 februari 2000  | 31 maart 2009     | 48         | 4     |
| Jefferson Lerma       | 10 november 2017  | 14 juli 2024      | 48         | 3     |
| Wilmer Cabrera        | 7 juli 1989       | 26 juni 1998      | 48         | 3     |
| Harold Lozano         | 31 maart 1993     | 19 november 2003  | 48         | 3     |
| Wilson Pérez          | 3 februari 1989   | 26 juni 1994      | 47         | 3     |
| Pedro Zape            | 29 maart 1972     | 2 juli 1985       | 47         | 0     |
| Yerry Mina            | 8 juni 2016       | 11 juli 2024      | 46         | 7     |
| Giovanni Hernández    | 5 september 1997  | 17 november 2010  | 46         | 5     |
| Luis Muriel           | 10 juni 2012      | 25 maart 2022     | 45         | 8     |
| Edwin Cardona         | 11 oktober 2014   | 10 juli 2021      | 45         | 6     |
| Hugo Rodallega        | 9 maart 2005      | 6 september 2011  | 43         | 8     |
| Jhon Viáfara          | 20 augustus 2003  | 17 november 2010  | 43         | 1     |
| Freddy Grisales       | 22 april 1999     | 14 juni 2008      | 41         | 6     |
| Fabián Vargas         | 19 november 1999  | 5 september 2009  | 41         | 0     |
| Hernán Darío Herrera  | 29 juni 1979      | 30 juni 1985      | 40         | 9     |
| Jackson Martínez      | 5 september 2009  | 13 november 2015  | 40         | 8     |
| Bernardo Redín        | 1 juli 1987       | 21 juli 1991      | 40         | 5     |

Colfútbol · A-internationals · Selecties · Statistieken · Bondscoaches · Colombiaans vrouwenelftal · Olympisch elftal · Colombia U20 · Colombia U17
1938 – 1949 ·
1950 – 1959 ·
1960 – 1969 ·
1970 – 1979 ·
1980 – 1989 ·
1990 – 1999 ·
2000 – 2009 ·
2010 – 2019 ·
2020 – 2029
WK 1962 · 
WK 1990 · 
WK 1994 · 
WK 1998 · 
WK 2014 · 
WK 2018
OS 1968 · 
OS 1972 · 
OS 1980 · 
OS 1992 · 
OS 2016
1938 · 
1939 · 1940 · 1941 · 1942 · 1943 · 1944 · 
1946 · 
1947 · 
1948 · 
1949 · 
1950 · 1951 · 1952 · 1953 · 1954 · 1955 · 1956 · 
1957 · 
1958 · 1959 · 1960 · 
1961 · 
1962 · 
1963 · 
1964 · 
1965 · 
1966 · 
1967 · 
1968 · 
1969 · 
1970 · 
1971 · 
1972 · 
1973 · 
1974 · 
1975 · 
1976 · 
1977 · 
1978 · 
1979 · 
1980 · 
1981 · 
1982 · 
1983 · 
1984 · 
1985 · 
1986 · 
1987 · 
1988 · 
1989 · 
1990 ·
1991 · 
1992 · 
1993 · 
1994 · 
1995 · 
1996 · 
1997 · 
1998 · 
1999 · 
2000 · 
2001 · 
2002 · 
2003 · 
2004 · 
2005 · 
2006 · 
2007 · 
2008 · 
2009 · 
2010 · 
2011 · 
2012 · 
2013 · 
2014 · 
2015 · 
2016 · 
2017 ·
2018 ·
2019 ·
2020 ·
2021
Algerije ·
Argentinië ·
Australië ·
Bahrein ·
België ·
Bolivia · 
Brazilië ·
Canada ·
Chili ·
China · 
Costa Rica ·
Cuba ·
DDR ·
Duitsland ·
Ecuador ·
Egypte ·
El Salvador ·
Engeland ·
Finland ·
Frankrijk ·
Griekenland ·
Guatemala · 
Haïti ·
Honduras ·
Hongarije ·
Hongkong ·
Ierland ·
Irak ·
Israël ·
Ivoorkust ·
Jamaica ·
Japan ·
Joegoslavië ·
Jordanië ·
Kameroen ·
Koeweit · 
Liberia · 
Marokko ·
Mexico ·
Montenegro ·
Nederland ·
Nederlandse Antillen ·
Nicaragua ·
Nieuw-Zeeland · 
Nigeria ·
Noord-Ierland ·
Noorwegen ·
Panama ·
Paraguay ·
Peru ·
Polen ·
Puerto Rico ·
Qatar ·
Roemenië ·
Saoedi-Arabië ·
Schotland ·
Senegal ·
Servië ·
Slovenië ·
Slowakije ·
Sovjet-Unie ·
Spanje ·
Trinidad en Tobago ·
Tsjecho-Slowakije ·
Tunesië · 
Turkije · 
Uruguay ·
Venezuela ·
Verenigde Arabische Emiraten · 
Verenigde Staten ·
Zuid-Afrika ·
Zuid-Korea ·
Zweden ·
Zwitserland
Brazilië (2014) ·
Engeland (2018) ·
Griekenland (2014) ·
Ivoorkust (2014) ·
Japan (2014) ·
Japan (2018) ·
Polen (2018) ·
Senegal (2018) ·
Uruguay (2014)